# Rebecca Adlington
Rebecca Adlington, OBE (Mansfield, 17 de fevereiro de 1989) é uma nadadora britânica.
Conquistou duas medalhas de ouro nos Jogos Olímpicos de 2008, nos 400 m e 800 m livre.